# Lithacodia cupreofusca
Lithacodia cupreofusca är en fjärilsart som beskrevs av George Francis Hampson 1910. Lithacodia cupreofusca ingår i släktet Lithacodia och familjen nattflyn. Inga underarter finns listade i Catalogue of Life.